# Budtz Müller
Bertel Christian Budtz Müller (26. prosince 1837 – 30. prosince 1884) byl průkopnický dánský fotograf. Provozoval fotografické studio Budtz Müller & Co. na Bredgade 21 v Kodani a byl jmenován dvorním fotografem v Dánsku, Norsku a Švédsku.

## Životopis
Budtz Müller se narodil v Mariager jako syn učitele Rasmuse Müllera (1787–1854) a Arnoldy Cathriny Grundtvigové (1803–1888). Vyučil se lékárníkem v Aalborgu a poté se přestěhoval do Kodaně, kde v roce 1858 promoval jako candidatus pharmaciae. Pracoval rok v Randers a poté od roku 1859 byl zaměstnán Alfredem Benzonem, zakladatelem Alfred Benzon A/S, v lékárně Swan v Kodani.

## Kariéra

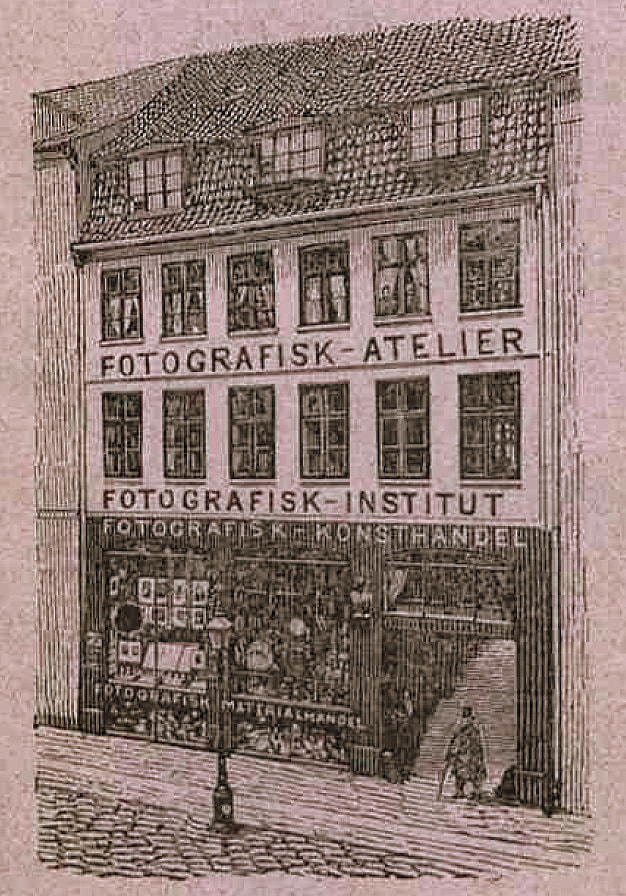
Budtz Müller na Bredgade 21 v Kodani

V roce 1862 Müller a Benzon otevřeli obchod s fotografickým vybavením na Bredgade 21. V roce 1863 byl přeměněn na fotografický ústav se studentskými programy. Benzon opustil společnost v roce 1866. K Müllerovi se místo něj do roku 1871 připojil historik umění Philip Weilbach a od té doby vlastnil firmu Budtz Müller & Co. sám. Jedním z jeho známých zaměstnanců byl Johan Thorsøe.

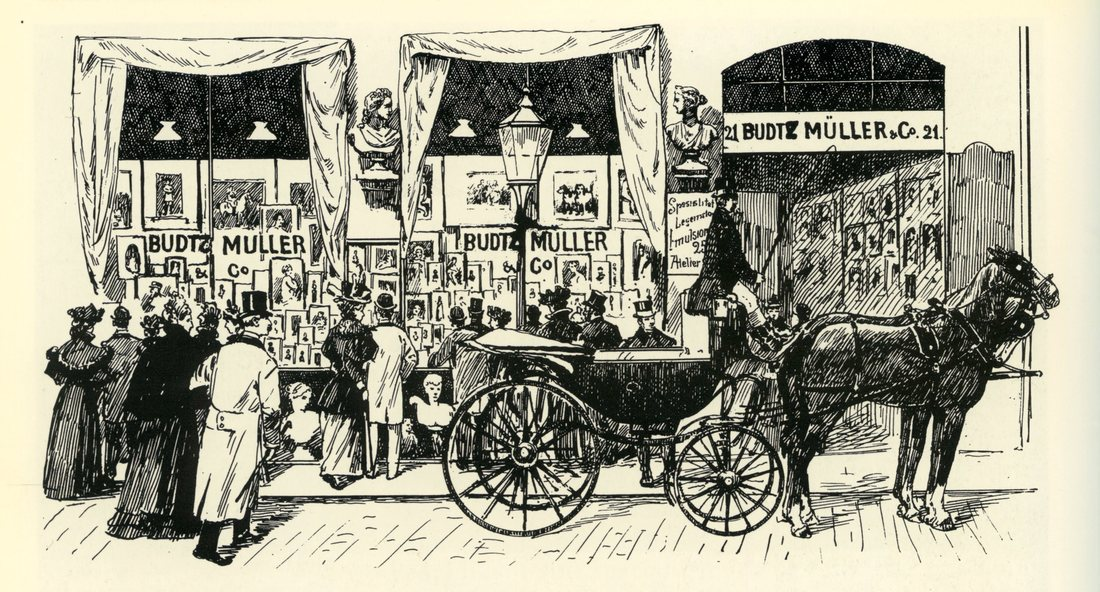
Budtz Müller na Bredgade 21 na kresbě Knuda Gamborga

Firma nabízela široký výběr vysoce kvalitních stereoskopií a fotografií ve velkých i malých formátech z Kodaně. Další snímky byly prominentní kulturní osobnosti jako Grundtvig, Hans Christian Andersen, herci v kostýmech, sochařská díla Bertela Thorvaldsena a 33 stereoskopií z Grónska zaznamenaných v roce 1866. Další série zahrnovaly dánské památky (od roku 1865) s textem Weilbacha, Knippelsbro (1869), obrazy v Královské dánské sbírce malířství v paláci Christiansborg (1869), kresby dánských a zahraničních umělců (1872), obrazy dánských, norských a švédských umělci (1872), kresby a malby Holgera Roeda (1874), zbraně v Královském dánském arzenálu (1877) a v paláci Christiansborg (1884). V roce 1877 byla vydána také složka s 35 obrázky Haldora Topsøe z Fylly expedice do Grónska.
Budtz Müller spolupracoval s Jeanem Christianem Ferslewem na uvedení fotolitografie na dánský trh a vytvořil první fotolitografické mapy pro dánský generální štáb a také řadu reprodukcí rukopisů pro Arnamagnæan Institute. Müller a Ferslew v roce 1873 vydali tisk Gotfred af Ghemen z Den danske Rimkrønike z roku 1495.
Budtz Müller byl v roce 1869 jmenován švédským a norským dvorním fotografem a v roce 1870 také dánským dvorním fotografem. Napsal řadu článků o historii fotografie vydaný v roce 1865 v knížce Den fotografiske Forenings Tidende.
Müllerův fotografický ateliér v Bredgade provozoval několik let po jeho smrti Ludvig Johan Offenberg (1863–1904) pod názvem Budtz Müller.

## Osobní život
Müller se oženil 4. prosince 1863 v kostele Panny Marie v Kodani s Marenou Christinou Petersenovou (1840–1878), pěstounkou barvíře Hanse Nikolaje Edingera Grundtviga (1807–1887) a Anny Marie Petersenové (1804–1865).

## Vybrané publikace
- THORVALDSEN, Bertel; MÜLLER, Budtz. Thorvaldsens Arbeider efter Originalværkerne i Thorvaldsens Museum og Frue Kirke i fotografiske Fremstillinger udførte af Budtz Müller & Co. med dansk og fransk Text. (Les œuvres de Thorvaldsen d'aprè les originaux du Musée Thorvaldsen et de l'Eglise de Notre Dame). [s.l.]: Budtz Müller, 1871. Dostupné online. (francouzsky)
- GHEMEN, G. Den Danske Rimkrønike, trykt ved Gotfred af Ghemen: Kjøbenhavn 1495. Udgivet i fotolithografisk Faksimile af Budtz Müller & Co. og C. Ferslew & Co. i Kjøbenhavn 1873. [s.l.]: Budtz Müller, 1873. Dostupné online. (dánsky)

## Galerie

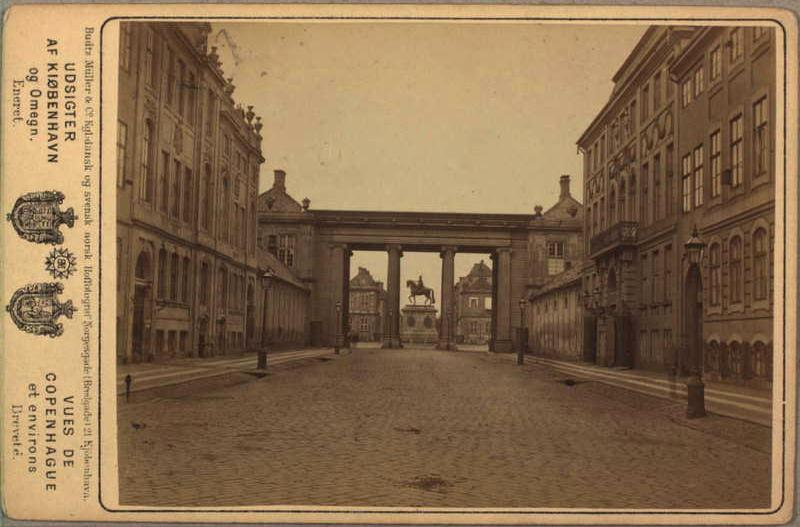
Amaliegade
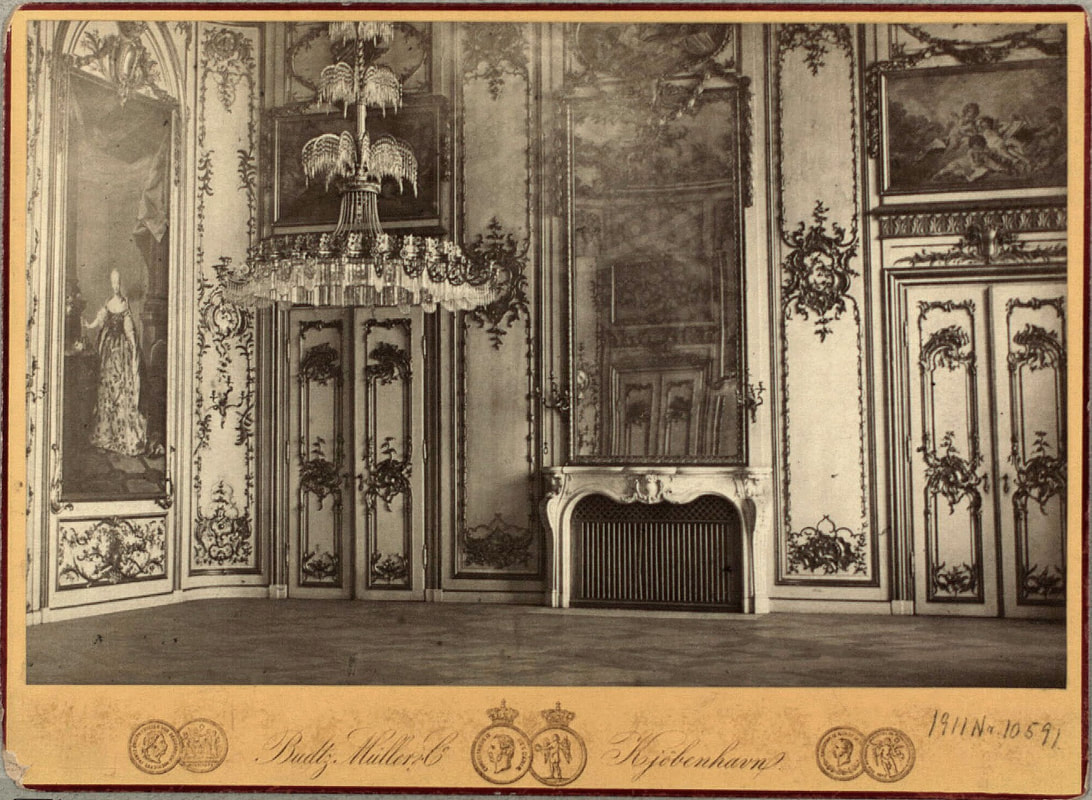
Christian VII's Palæ - Riddersalen, asi 1866
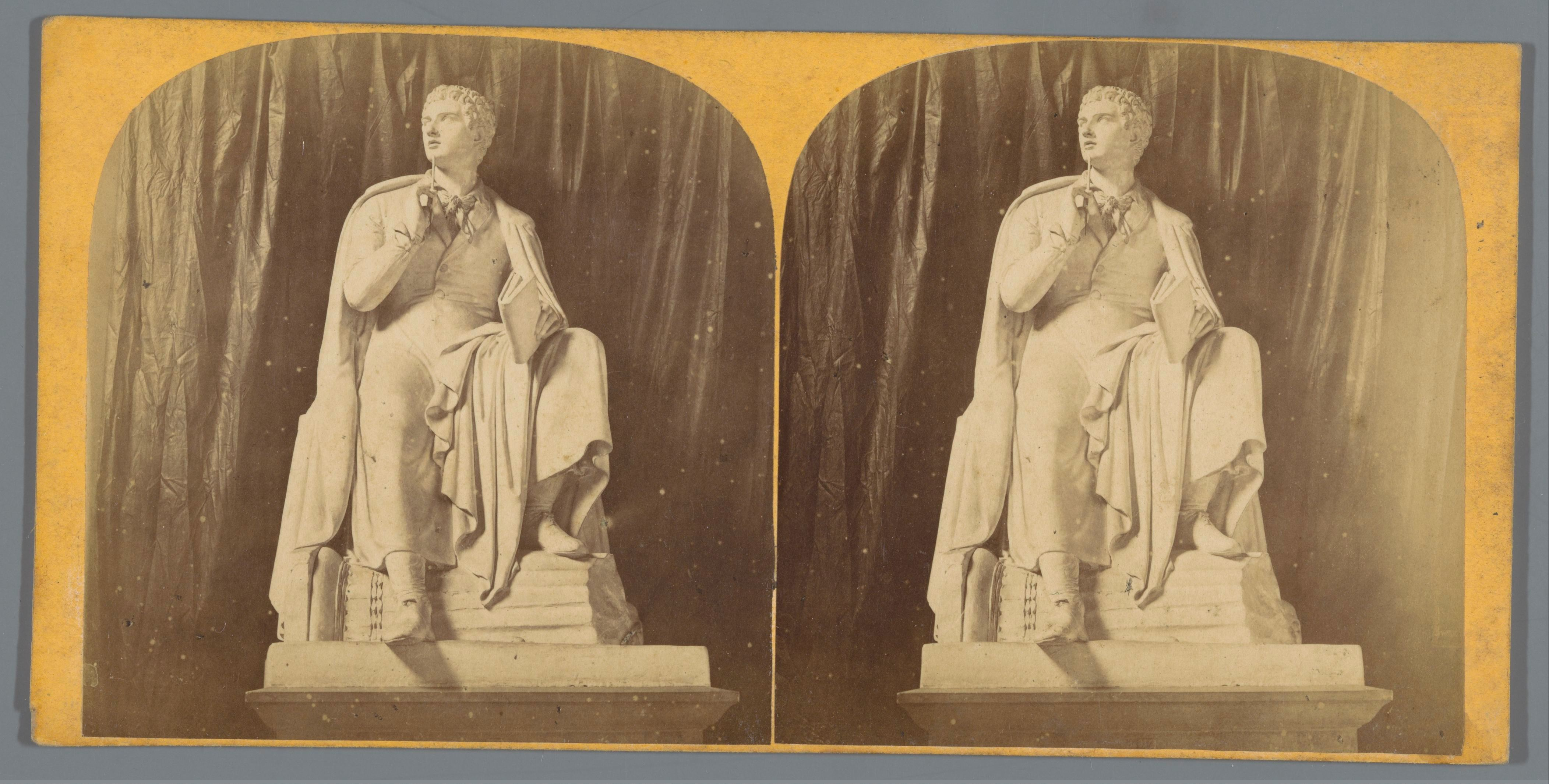
Sculptuur van Lord Byron door Bertel Thorvaldsen Thorvaldsen. Lord Byron
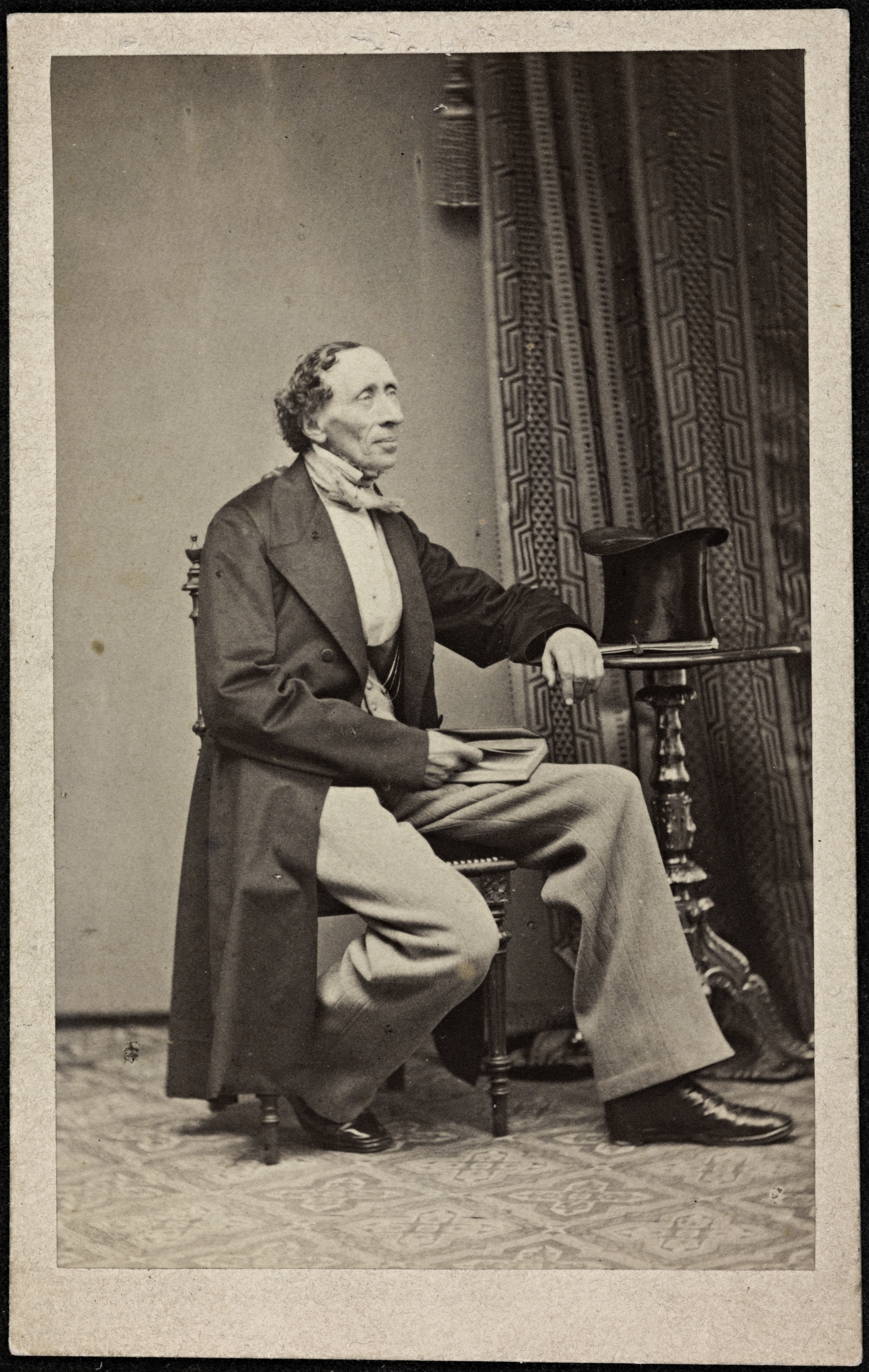
H. C. Andersen, asi 1865
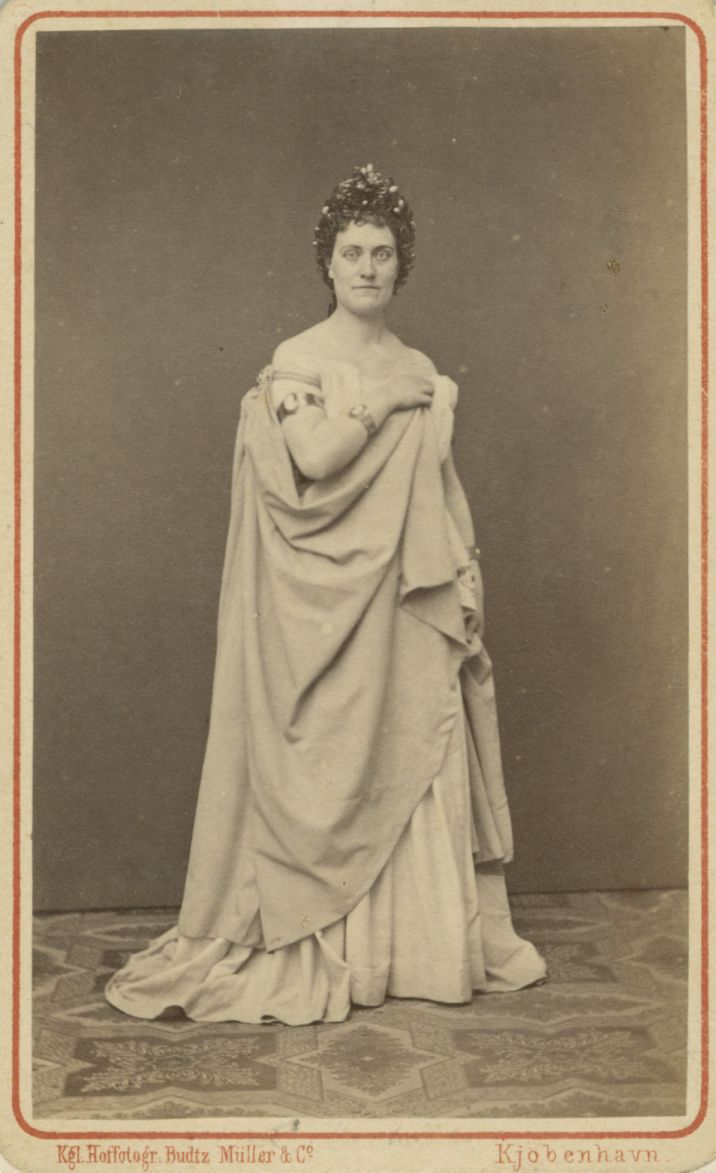
Louise Charlotte Helene Michaëli
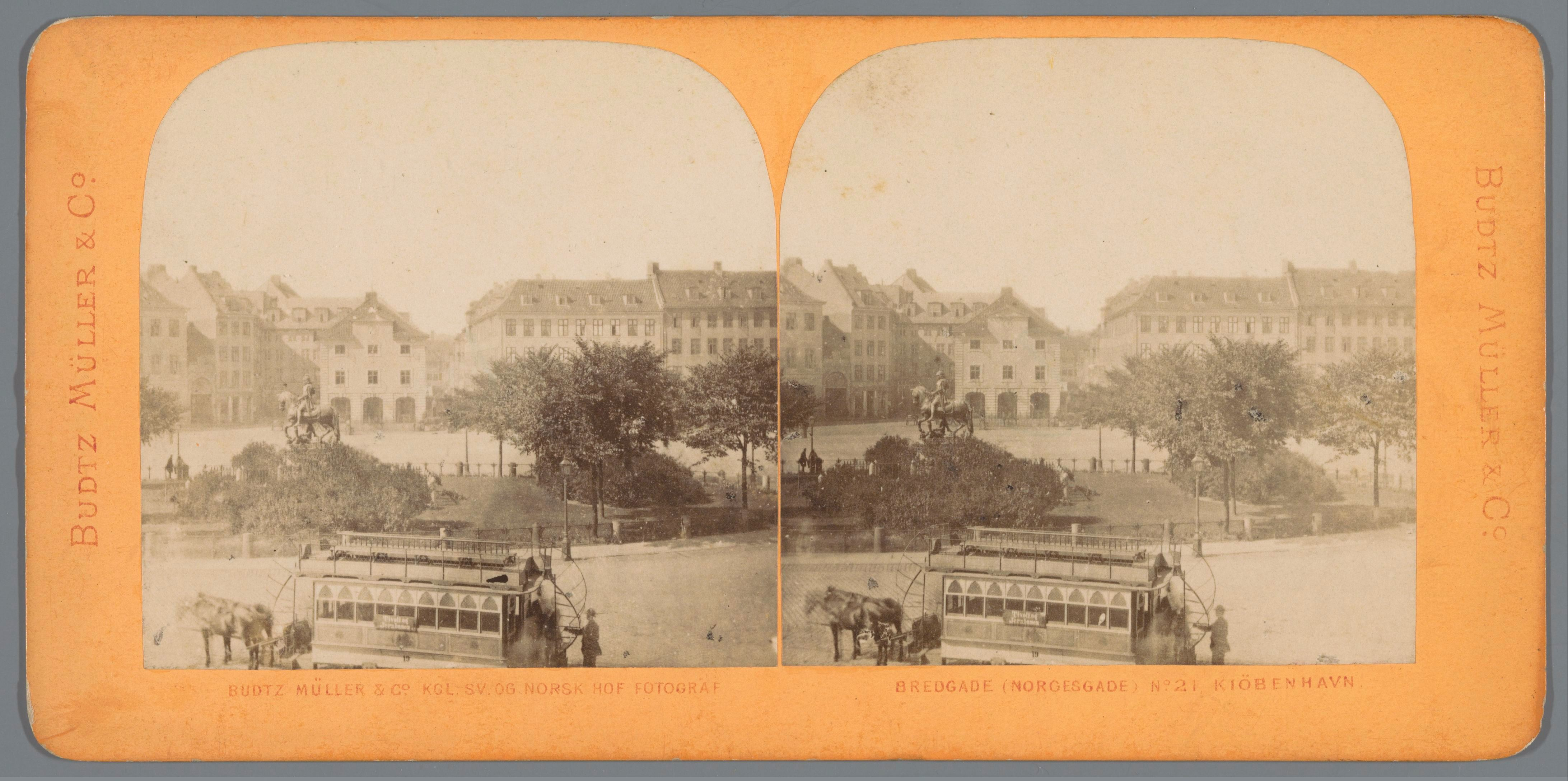
Koningsmarkt in Kopenhagen Koningsmarkt, Kopenhagen
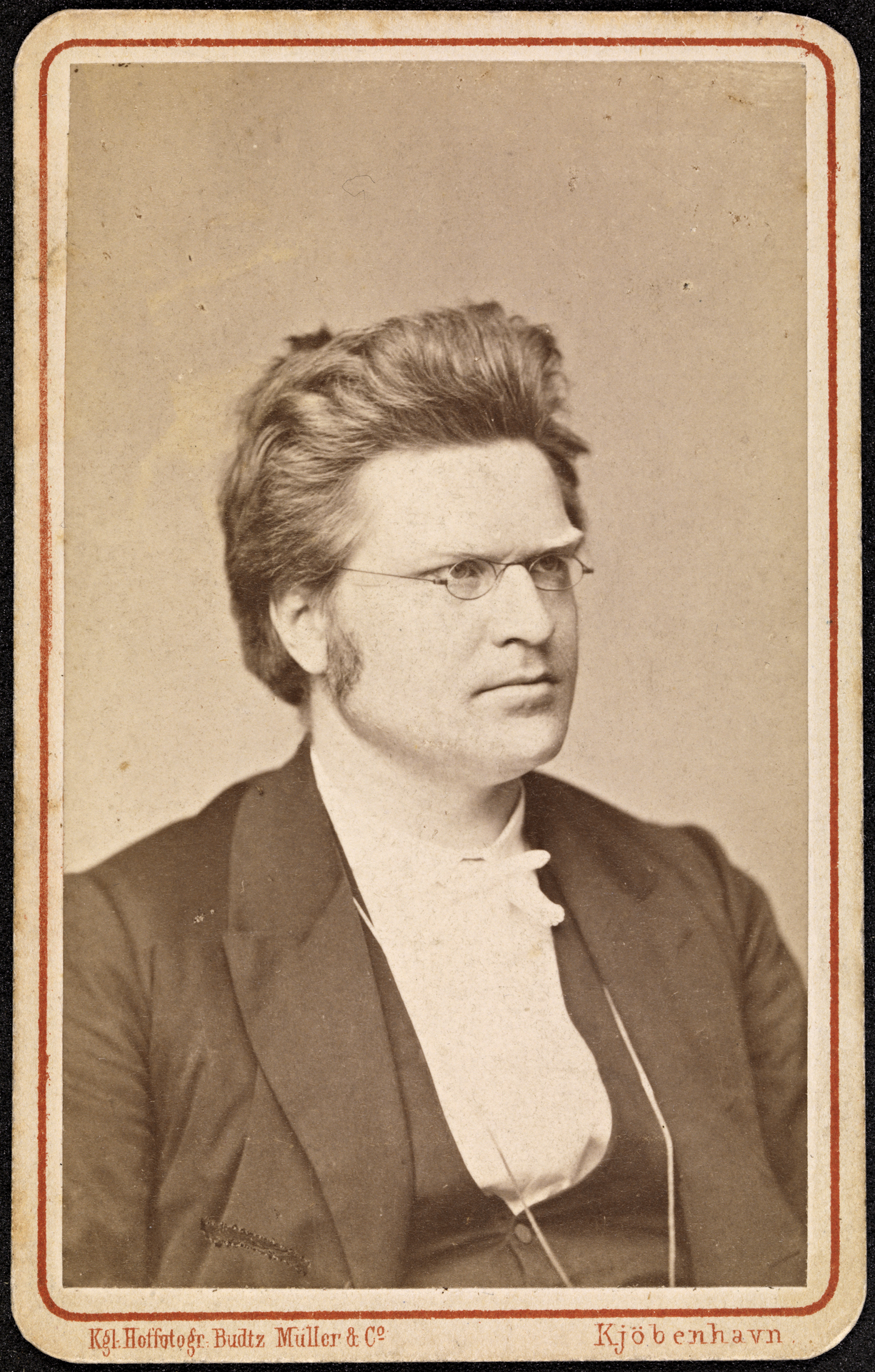
Bjørnstjerne Bjørnson, 1868
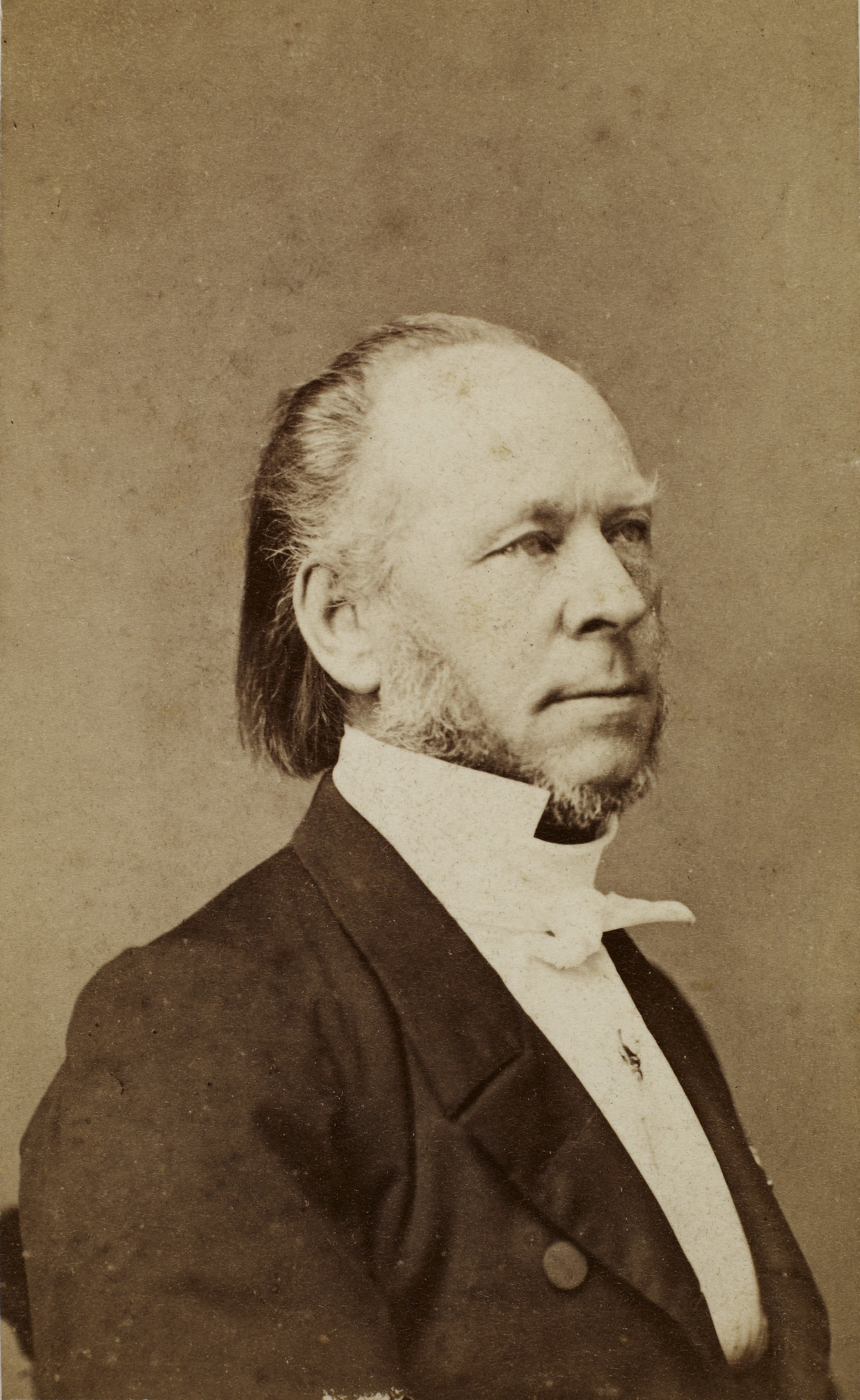
Hans Matthison-Hansen
Syndefaldet, fotolitografie: Budtz Müller & Co. a C. Ferslew & Co.